# کاولدی اودریوسولا
کاولدی اودریوسولا (اسپانیایی: Kauldi Odriozola‎؛ زادهٔ ۷ ژانویهٔ ۱۹۹۷) بازیکن هندبال اهل اسپانیا است.